# Sinnamarynus
Sinnamarynus is een geslacht van wantsen uit de familie van de Reduviidae (Roofwantsen). Het geslacht werd voor het eerst wetenschappelijk beschreven door Maldonado & Berenger in 1996.

## Soorten
Het genus bevat de volgende soort:

- Sinnamarynus rasahusoides Maldonado Capriles & Bérenger, 1996